# Лукьянцево (Владимирская область)
Лукьянцево — деревня в Александровском районе Владимирской области России, входит в состав Следневского сельского поселения.

## География
Деревня расположена в 13 км к северу от Александрова.

## История
В деревне расположен Лукьянов монастырь (Лукианова пустынь), основанный в 1594 году иереем Григорием, прославившийся деятельностью св. Лукиана в XVII веке.

## Население
| 1859 | 1905 | 1926 | 2002 | 2010 | 2021 |
| ---- | ---- | ---- | ---- | ---- | ---- |
| 20   | ↗60  | ↗193 | ↘60  | ↗97  | ↘40  |

## Достопримечательности
Комплекс памятников архитектуры Лукьянова монастыря, построенных в XVII и нач. XVIII вв., включает в себя: Богоявленская трапезная церковь — одностолпная палата (типа московской Грановитой); бывший келейный корпус — типичное гражданское сооружение, интересное планировкой внутренних помещений; бывшая Екатерининская (1712) больничная церковь — одноэтажное здание полугражданского типа древних больниц; Рождественская церковь (1712) — по типу больших соборных храмов.